# John Hale
John Hale (Charlestown, Massachusetts, 3 de junio de 1636 - Beverly, Massachusetts, 15 de mayo de 1700) era el ministro puritano al frente de la iglesia de Beverly durante los juicios por brujería en la cercana Salem. Apoyó inicialmente a los acusadores, pero al final cambió de opinión y publicó una crítica sobre el sonado caso en 1697, A Modest Inquiry into the Nature of Witchcraft.

## Antecedentes
Nació el 3 de junio de 1636 en Charlestown (Massachusetts), como el hijo mayor del herrero Robert Hale. Se graduó en la Universidad de Harvard en 1657 y comenzó a predicar en Beverly hacia 1664, siendo ordenado el primer ministro de la congregación el 20 de septiembre de 1667, cuando esta se separó formalmente de la de Salem, manteniendo el puesto hasta su muerte en 1700. El 15 de diciembre de 1664 se casó con Rebecca Bily, la cual murió el 13 de abril de 1683 a los cuarenta y cinco años, contrayendo luego segundas nupcias con Sarah Noyes.

## Juicios
De niño, Hale había presenciado la ejecución de Margaret Jones, la primera de las quince personas ahorcadas por brujería en Nueva Inglaterra entre 1648 y 1663. Estuvo presente en los exámenes y pruebas de varias personas acusadas durante los juicios de Salem de 1692, los cuales apoyaba. Sin embargo, el 14 de noviembre de 1692, Mary Herrick, de diecisiete años, acusó al espectro de su segunda esposa, Sarah Noyes Hale, y al fantasma de Mary Eastey, ya ejecutada, de afligirla. Su esposa aun así nunca fue acusada ni arrestada. Charles W. Upham sugiere que esta acusación fue una de las que ayudó a poner a la opinión pública en contra de los procesos e hizo que Hale se replantease su actitud hacia ellos.

## Ficción
En El Crisol, la obra teatral de Arthur Miller, inspirada en el caso, aparece en el acto I, cuando Samuel Parris le solicita que examine a su hija Betty. Como otros personajes, hay muchas diferencias con los sucesos y el Hale real. Aparece como un joven ministro que ha dedicado su vida al estudio de la brujería y cómo erradicarla en nombre de Dios, considerando un deber salvar el alma de las brujas. Tras presenciar algunos procesos, se arrepiente y los rechaza, abandonando la sala cuando John Proctor es acusado por Mary Warren. En represalia, Abigail Williams acusa a su esposa de bruja, lo que es rechazado por el juez Danforth y la hace huir finalmente de la aldea. En la versión cinematográfica de 1957 fue interpretado por Yves Brainville y en la de 1996 por Rob Campbell.
John Hale es interpretado por Xander Berkerley en la serie de televisión de 2014 Salem.